# Campeonato Europeo de Tiro con Arco en Sala de 2024
El XXI Campeonato Europeo de Tiro con Arco en Sala se celebró en Varaždin (Croacia) entre el 19 y el 24 de febrero de 2024 bajo la organización de la Unión Europea de Tiro con Arco (WAE) y la Federación Croata de Tiro con Arco.
Las competiciones se realizaron en la Varaždin Arena de la ciudad croata.

## Resultados

### Masculino
| Evento                            | Oro                                                       | Plata                                                      | Bronce                                                    |
| --------------------------------- | --------------------------------------------------------- | ---------------------------------------------------------- | --------------------------------------------------------- |
| Arco recurvo individual (24.02)   | Mauro Nespoli · Italia                                    | Itay Shanny Israel                                         | Myjailo Usach · Ucrania                                   |
| Arco recurvo por equipo (23.02)   | Ivan Kozhokar · Viktor Ruban · Myjailo Usach · Ucrania    | Matteo Borsani · Mauro Nespoli · Alessandro Paoli · Italia | Lovro Černi · Adam Gradiščak · Alen Remar · Croacia       |
| Arco compuesto individual (24.02) | Shamai Yamrom Israel                                      | Adrien Gontier Francia                                     | Nicolas Girard Francia                                    |
| Arco compuesto por equipo (23.02) | Tore Bjarnarson Martin Damsbo Mathias Fullerton Dinamarca | Domagoj Buden · Matija Mihalić · Mario Vavro · Croacia     | Marco Bruno · Valerio Della Stua · Michea Godano · Italia |
| Arco desnudo individual (24.02)   | Gregor Dolar Eslovenia                                    | Giuseppe Seimandi · Italia                                 | Simone Barbieri · Italia                                  |

### Femenino
| Evento                            | Oro                                                             | Plata                                                          | Bronce                                                                |
| --------------------------------- | --------------------------------------------------------------- | -------------------------------------------------------------- | --------------------------------------------------------------------- |
| Arco recurvo individual (24.02)   | Tatiana Andreoli · Italia                                       | Anastasiya Pavlova · Ucrania                                   | Lucilla Boari · Italia                                                |
| Arco recurvo por equipo (23.02)   | Solomiya Hnyp · Anastasiya Pavlova · Iryna Tretiakova · Ucrania | Tatiana Andreoli · Lucilla Boari · Chiara Rebagliati · Italia  | Nadejda Celan Alexandra Mîrca Varvara Tisliuc Moldavia                |
| Arco compuesto individual (24.02) | Elisa Roner · Italia                                            | Andrea Nicole Moccia · Italia                                  | Ella Gibson Reino Unido                                               |
| Arco compuesto por equipo (23.02) | Grace Chappell Ella Gibson Patience Wood Reino Unido            | Andrea Nicole Moccia · Elisa Roner · Marcella Tonioli · Italia | Anna Maria Alfreðsdóttir Matthildur Magnúsdóttir Ewa Ploszaj Islandia |
| Arco desnudo individual (24.02)   | Kristina Pruccoli San Marino                                    | Cinzia Noziglia · Italia                                       | Lisa André Francia                                                    |

## Medallero
| Núm. | País        | Oro | Plata | Bronce | Total |
| ---- | ----------- | --- | ----- | ------ | ----- |
| 1    | Italia      | 3   | 6     | 3      | 12    |
| 2    | Ucrania     | 2   | 1     | 1      | 4     |
| 3    | Israel      | 1   | 1     | 0      | 2     |
| 4    | Reino Unido | 1   | 0     | 1      | 2     |
| 5    | Dinamarca   | 1   | 0     | 0      | 1     |
| 5    | Eslovenia   | 1   | 0     | 0      | 1     |
| 5    | San Marino  | 1   | 0     | 0      | 1     |
| 8    | Francia     | 0   | 1     | 2      | 3     |
| 9    | Croacia     | 0   | 1     | 1      | 2     |
| 10   | Islandia    | 0   | 0     | 1      | 1     |
| 10   | Moldavia    | 0   | 0     | 1      | 1     |
|      | TOTAL       | 10  | 10    | 10     | 30    |